# Ctenus
Ctenus es un género de arañas araneomorfas de la familia Ctenidae. Se encuentra en América, África subsahariana, sur de Asia y Oceanía.

## Lista de especies
Según The World Spider Catalog 12.0:
- Ctenus abditus Arts, 1912
- Ctenus acanthoctenoides Schmidt, 1956
- Ctenus adustus (Keyserling, 1877)
- Ctenus agroecoides (Thorell, 1881)
- Ctenus albofasciatus F. O. Pickard-Cambridge, 1897
- Ctenus alienus F. O. Pickard-Cambridge, 1900
- Ctenus amanensis Strand, 1907
- Ctenus amphora Mello-Leitão, 1930
- Ctenus anahitaeformis Benoit, 1981
- Ctenus anahitiformis Strand, 1909
- Ctenus andamanensis Gravely, 1931
- Ctenus angigitanus Roewer, 1938
- Ctenus angularis Roewer, 1938
- Ctenus argentipes Hasselt, 1893
- Ctenus aruanus Strand, 1911
- Ctenus auricomus Arts, 1912
- Ctenus avidus Bryant, 1948
- Ctenus bahamensis Strand, 1907
- Ctenus bantaengi Merian, 1911
- Ctenus barbatus Thorell, 1895
- Ctenus beerwaldi Strand, 1906
- Ctenus bicolor (Bertkau, 1880)
- Ctenus bicostatus Thorell, 1890
- Ctenus bigibbosus Benoit, 1980
- Ctenus bilobatus F. O. Pickard-Cambridge, 1900
- Ctenus biprocessis Strand, 1906
- Ctenus blumenauensis Strand, 1909
- Ctenus bolivicola Strand, 1907
- Ctenus bomdilaensis Tikader & Malhotra, 1981
- Ctenus bowonglangi Merian, 1911
- Ctenus bueanus Strand, 1916
- Ctenus bulimus Strand, 1909
- Ctenus calcaratus F. O. Pickard-Cambridge, 1900
- Ctenus calcarifer F. O. Pickard-Cambridge, 1902
- Ctenus calderitas Alayón, 2002
- Ctenus caligineus Arts, 1912
- Ctenus calzada Alayón, 1985
- Ctenus captiosus Gertsch, 1935
- Ctenus capulinus (Karsch, 1879)
- Ctenus cavaticus Arts, 1912
- Ctenus celebensis Pocock, 1897
- Ctenus celisi Benoit, 1981
- Ctenus ceylonensis F. O. Pickard-Cambridge, 1897
- Ctenus clariventris Strand, 1906
- Ctenus coccineipes Pocock, 1903
- Ctenus cochinensis Gravely, 1931
- Ctenus colombianus Mello-Leitão, 1941
- Ctenus colonicus Arts, 1912
- Ctenus complicatus Franganillo, 1946
- Ctenus constrictus Benoit, 1981
- Ctenus convexus F. O. Pickard-Cambridge, 1900
- Ctenus corniger F. O. Pickard-Cambridge, 1898
- Ctenus cruciatus Franganillo, 1930
- Ctenus crulsi Mello-Leitão, 1930
- Ctenus curvipes (Keyserling, 1881)
- Ctenus dangsus Reddy & Patel, 1994
- Ctenus darlingtoni Bryant, 1948
- Ctenus datus Strand, 1909
- Ctenus decemnotatus Simon, 1910
- Ctenus decorus (Gerstäcker, 1873)
- Ctenus delesserti (Caporiacco, 1947)
- Ctenus denticulatus (Simon, 1884)
- Ctenus denticulatus Benoit, 1981
- Ctenus dilucidus Simon, 1910
- Ctenus doloensis Caporiacco, 1940
- Ctenus drassoides (Karsch, 1879)
- Ctenus dreyeri Strand, 1906
- Ctenus dubius Walckenaer, 1805
- Ctenus efferatus Arts, 1912
- Ctenus elgonensis Benoit, 1978
- Ctenus ellacomei F. O. Pickard-Cambridge, 1902
- Ctenus embolus Benoit, 1981
- Ctenus eminens Arts, 1912
- Ctenus ensiger F. O. Pickard-Cambridge, 1900
- Ctenus erythrochelis (Simon, 1876)
- Ctenus esculentus Arts, 1912
- Ctenus excavatus F. O. Pickard-Cambridge, 1900
- Ctenus exlineae Peck, 1981
- Ctenus facetus Arts, 1912
- Ctenus falcatus F. O. Pickard-Cambridge, 1902
- Ctenus falciformis Benoit, 1981
- Ctenus falconensis Schenkel, 1953
- Ctenus fallax Steyn & Van der Donckt, 2003
- Ctenus fasciatus Mello-Leitão, 1943
- Ctenus feai F. O. Pickard-Cambridge, 1902
- Ctenus fernandae Brescovit & Simó, 2007
- Ctenus feshius Benoit, 1979
- Ctenus flavidus Hogg, 1922
- Ctenus floweri F. O. Pickard-Cambridge, 1897
- Ctenus fulvipes Caporiacco, 1947
- Ctenus fungifer Thorell, 1890
- Ctenus goaensis Bastawade & Borkar, 2008
- Ctenus griseus Keyserling, 1891
- Ctenus guadalupei Mello-Leitão, 1941
- Ctenus guantanamo (Alayón, 2001)
- Ctenus gulosus Arts, 1912
- Ctenus haina Alayón, 2004
- Ctenus haitiensis Strand, 1909
- Ctenus hibernalis Hentz, 1844
- Ctenus hiemalis Bryant, 1948
- Ctenus himalayensis Gravely, 1931
- Ctenus holmi Benoit, 1978
- Ctenus hosei F. O. Pickard-Cambridge, 1897
- Ctenus humilis (Keyserling, 1887)
- Ctenus hygrophilus Benoit, 1977
- Ctenus idjwiensis Benoit, 1979
- Ctenus inaja Höfer, Brescovit & Gasnier, 1994
- Ctenus inazensis Strand, 1909
- Ctenus incolans F. O. Pickard-Cambridge, 1900
- Ctenus indicus Gravely, 1931
- Ctenus insulanus Bryant, 1948
- Ctenus itatiayaeformis Caporiacco, 1955
- Ctenus jaminauensis Mello-Leitão, 1936
- Ctenus jaragua Alayón, 2004
- Ctenus javanus Pocock, 1897
- Ctenus jucundus Thorell, 1897
- Ctenus kapuri Tikader, 1973
- Ctenus karschi Roewer, 1951
- Ctenus kenyamontanus Benoit, 1978
- Ctenus kingsleyi F. O. Pickard-Cambridge, 1898
- Ctenus kipatimus Benoit, 1981
- Ctenus kochi Simon, 1897
- Ctenus lacertus Benoit, 1979
- Ctenus latitabundus Arts, 1912
- Ctenus lejeunei Benoit, 1977
- Ctenus leonardi Simon, 1910
- Ctenus levipes Arts, 1912
- Ctenus longicalcar Kraus, 1955
- Ctenus longipes Keyserling, 1891
- Ctenus lubwensis Benoit, 1979
- Ctenus macellarius Simon, 1910
- Ctenus maculatus Franganillo, 1931
- Ctenus maculisternis Strand, 1909
- Ctenus magnificus Arts, 1912
- Ctenus malvernensis Petrunkevitch, 1910
- Ctenus manauara Höfer, Brescovit & Gasnier, 1994
- Ctenus manni Bryant, 1948
- Ctenus marginatus Walckenaer, 1847
- Ctenus medius Keyserling, 1891
- Ctenus meghalayaensis Tikader, 1976
- Ctenus minimus F. O. Pickard-Cambridge, 1897
- Ctenus minor F. O. Pickard-Cambridge, 1897
- Ctenus mirificus Arts, 1912
- Ctenus miserabilis Strand, 1916
- Ctenus mitchelli Gertsch, 1971
- Ctenus modestus Simon, 1897
- Ctenus monticola Bryant, 1948
- Ctenus musosanus Benoit, 1979
- Ctenus naranjo Alayón, 2004
- Ctenus narashinhai Patel & Reddy, 1988
- Ctenus nigritarsis (Pavesi, 1897)
- Ctenus nigritus F. O. Pickard-Cambridge, 1897
- Ctenus nigrolineatus Berland, 1913
- Ctenus nigromaculatus Thorell, 1899
- Ctenus noctuabundus Arts, 1912
- Ctenus obscurus (Keyserling, 1877)
- Ctenus occidentalis F. O. Pickard-Cambridge, 1898
- Ctenus oligochronius Arts, 1912
- Ctenus ornatus (Keyserling, 1877)
- Ctenus ottleyi (Petrunkevitch, 1930)
- Ctenus palembangensis Strand, 1906
- Ctenus paranus Strand, 1909
- Ctenus parvoculatus Benoit, 1979
- Ctenus parvus (Keyserling, 1877)
- Ctenus paubrasil Brescovit & Simó, 2007
- Ctenus pauloterrai Brescovit & Simó, 2007
- Ctenus peregrinus F. O. Pickard-Cambridge, 1900
- Ctenus pergulanus Arts, 1912
- Ctenus periculosus Bristowe, 1931
- Ctenus philippinensis F. O. Pickard-Cambridge, 1897
- Ctenus pilosus Thorell, 1899
- Ctenus pilosus Franganillo, 1930
- Ctenus pogonias Thorell, 1899
- Ctenus polli Hasselt, 1893
- Ctenus potteri Simon, 1901
- Ctenus pulchriventris (Simon, 1897)
- Ctenus pulvinatus Thorell, 1890
- Ctenus quinquevittatus Strand, 1907
- Ctenus racenisi Caporiacco, 1955
- Ctenus ramosi Alayón, 2002
- Ctenus ramosus Thorell, 1887
- Ctenus ravidus (Simon, 1886)
- Ctenus rectipes F. O. Pickard-Cambridge, 1897
- Ctenus renivulvatus Strand, 1906
- Ctenus rivulatus Pocock, 1899
- Ctenus robustus Thorell, 1897
- Ctenus rubripes Keyserling, 1881
- Ctenus rufisternis Pocock, 1899
- Ctenus rwandanus Benoit, 1981
- Ctenus saci Ono, 2010
- Ctenus sagittatus Giltay, 1935
- Ctenus saltensis Strand, 1909
- Ctenus sarawakensis F. O. Pickard-Cambridge, 1897
- Ctenus satanas Strand, 1909
- Ctenus scenicus Caporiacco, 1947
- Ctenus schneideri Strand, 1906
- Ctenus serratipes F. O. Pickard-Cambridge, 1897
- Ctenus serrichelis Mello-Leitão, 1922
- Ctenus sexmaculatus Roewer, 1961
- Ctenus siankaan Alayón, 2002
- Ctenus sigma (Schenkel, 1953)
- Ctenus sikkimensis Gravely, 1931
- Ctenus silvaticus Benoit, 1981
- Ctenus similis F. O. Pickard-Cambridge, 1897
- Ctenus simplex Thorell, 1897
- Ctenus sinuatipes F. O. Pickard-Cambridge, 1897
- Ctenus smythiesi Simon, 1897
- Ctenus somaliensis Benoit, 1979
- Ctenus spectabilis Lessert, 1921
- Ctenus spiculus F. O. Pickard-Cambridge, 1897
- Ctenus spiralis F. O. Pickard-Cambridge, 1900
- Ctenus supinus F. O. Pickard-Cambridge, 1900
- Ctenus tamerlani Roewer, 1951
- Ctenus tarsalis F. O. Pickard-Cambridge, 1902
- Ctenus tenuipes Denis, 1955
- Ctenus thorelli F. O. Pickard-Cambridge, 1897
- Ctenus transvaalensis Benoit, 1981
- Ctenus trinidensis (Alayón, 2001)
- Ctenus tumidulus (Simon, 1887)
- Ctenus tuniensis Patel & Reddy, 1988
- Ctenus uluguruensis Benoit, 1979
- Ctenus undulatus Steyn & Van der Donckt, 2003
- Ctenus unilineatus Simon, 1897
- Ctenus vagus Blackwall, 1866
- Ctenus validus Denis, 1955
- Ctenus valverdiensis Peck, 1981
- Ctenus valvularis (Hasselt, 1882)
- Ctenus vatovae Caporiacco, 1940
- Ctenus vehemens Keyserling, 1891
- Ctenus velox Blackwall, 1865
- Ctenus vespertilio Mello-Leitão, 1941
- Ctenus villasboasi Mello-Leitão, 1949
- Ctenus vividus Blackwall, 1865
- Ctenus walckenaeri Griffith, 1833
- Ctenus w-notatus Petrunkevitch, 1925
- Ctenus yaeyamensis Yoshida, 1998